# شعاب الداهية (المفلحي)

تعديل مصدري - تعديل

شعاب الداهية هي إحدى قرى عزلة المفلحي بمديرية المفلحي التابعة لمحافظة لحج، بلغ تعداد سكانها 54 نسمة حسب تعداد اليمن لعام 2004.